# اظهر تبریزی

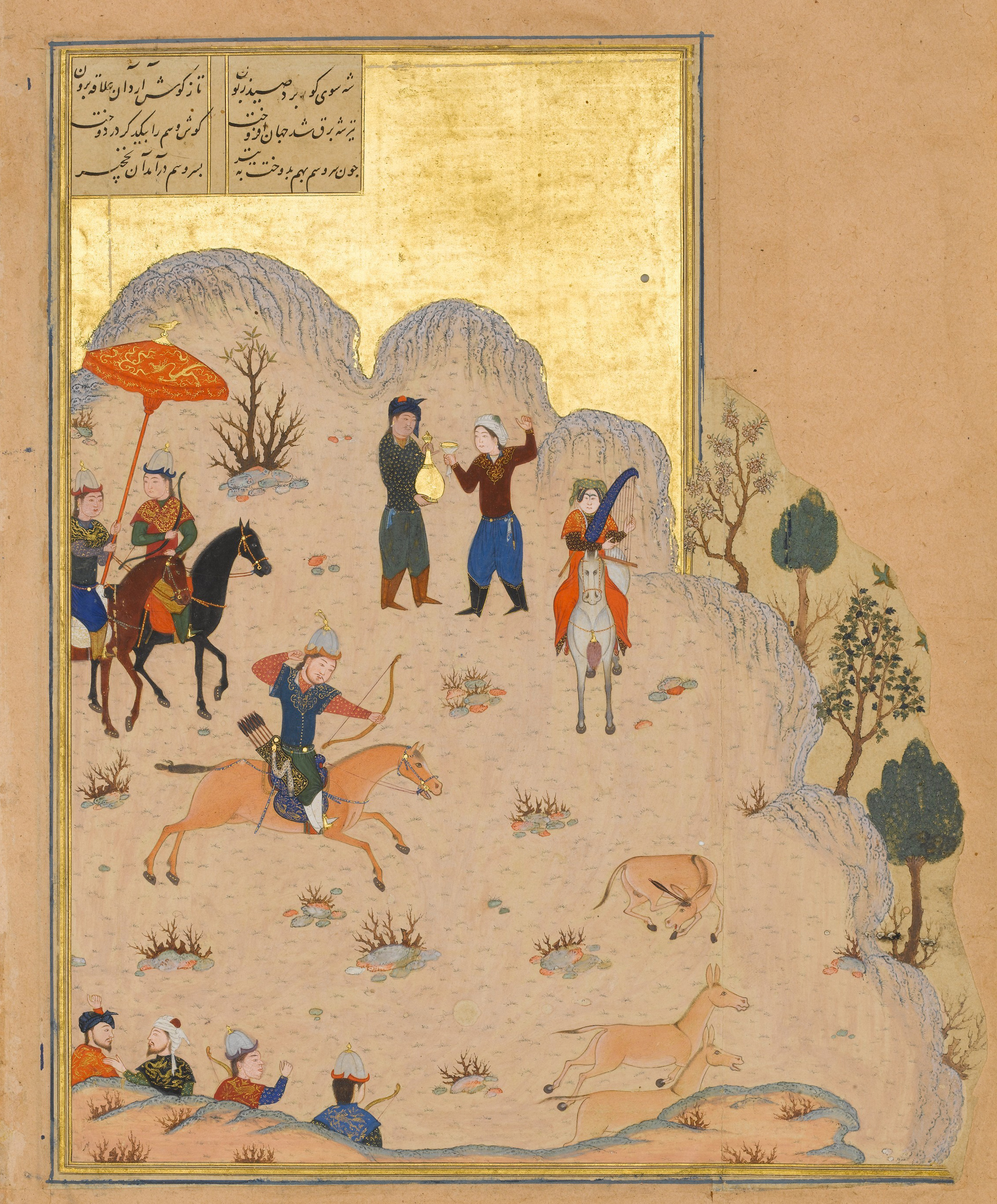
خوش‌نویسی داستان بهرام گور اثر اظهر تبریزی

مولانا اظهر تبریزی یا ظهیرالدین اظهر از خوشنویسان و نستعلیق‌نویسان صاحب‌نام قرن نهم هجری است. او ملقب به استاد استادان، استادالاساتید و ظهیرالدین است و او را صاحب فضل و کمالات بسیار دانسته‌اند. 
اظهر تبریزی مدتی در خدمت حکیم جعفر به تحصیل علم و فضایل پرداخت. او ابتدا از تبریز به هرات رفت و ملازم سلطان ابوسعید گورکانی شد؛ سپس به کتابخانه الغ بیگ در سمرقند رفت؛ بعدها از راه اصفهان به شیراز، بصره، بغداد، حلب، شام و مکه رفت و در همانجا به سال ۸۸۰ هجری قمری درگذشت. به این ترتیب اظهر باید عمری طولانی و افزون بر ۸۰ سال کرده باشد.
اظهر تبریزی شاگرد مولانا جعفر تبریزی معروف به جعفر بایسنقری از خوشنویسان و رئیس کتابخانه شاهرخ میرزا و پسرانش الغ‌بیگ و بایسنقر میرزا بود. مولانا اظهر را سومین کسی می‌دانند که در خط نستعلیق استاد شد. نخست میرعلی تبریزی بود که او را بنیانگذار این خط نامیده‌اند و پس از او شاگردش جعفر تبریزی آمد و این شیوه را با جدیت دنبال کرد و گسترش داد و سومین نفر در این راه اظهر بود. البته چنانچه جعفر تبریزی از میرعلی که واضع خط نستعلیق بود بهتر می‌نوشت، خط اظهر را هم از جعفر تبریزی بهتر دانسته‌اند.
او افزون بر نگارش نستعلیق از خفی تا جلی (بسیار ریز تا بسیار درشت)، همچنین خط ثلث را به‌مانند بزرگترین خوشنویسان این خط می‌نوشته است و آثار ارزشمندی در خطوط ششگانه دارد.
از شاگردان معروف اظهر سلطان‌علی قاینی، سلطان‌علی مشهدی و شیخ بایزید پورانی هستند و برخی عبدالرحیم انیسی خوارزمی، سلطان‌علی سبز مشهدی، شیخ محمد امامی و غیب‌الله امامی را نیز شاگرد او دانسته‌اند. فرزند اظهر تبریزی، مولانا میرکی بود که او هم به استادی در نستعلیق رسید.
آثار اظهر بین سال‌های ۸۲۴ تا ۸۷۷ ه‍.ق امضا دارد که هم‌اکنون بیشتر آن‌ها در موزه‌های ایران و استانبول نگهداری می‌شود. از این رو می‌توان سال ۸۸۰ را که برخی برای درگذشتش ذکر کرده‌اند صحیح دانست.